# Ligne C3 du trolleybus de Lyon
La ligne C3 du trolleybus de Lyon est une ligne de bus à haut niveau de service (BHNS) du réseau TCL, exploitée par Keolis Bus Lyon et mise en service le 30 octobre 2007.
Cette ligne de bus, en majeure partie en site propre ou en zone à trafic limité, est destinée à faciliter les déplacements entre Vaulx-en-Velin et le centre de Lyon en traversant Villeurbanne et de nombreux pôles majeurs de l'agglomération comme le quartier de La Part-Dieu et sa gare ou la presqu'île de Lyon. Pour ce faire, elle relie la gare de Lyon-Saint-Paul à la commune de Vaulx-en-Velin en remplacement des anciennes lignes 1 et 51 et dessert vingt-six stations sur près de douze kilomètres. 
Elle fait partie des vingt-huit lignes majeures désignées sous la lettre «C» et qui composent les lignes principales du réseau routier de surface des TCL. Elle affiche aujourd'hui 60 000 voyageurs par jour, ce qui en fait la ligne de bus la plus fréquentée du réseau TCL.

## Histoire

### La ligne 3, devenue ligne 1
En 1880 et 1881, un premier groupe de dix lignes de tramway est mis en service à Lyon. La ligne 6 relie dès le mois d'octobre 1880 la place des Terreaux à la gare de Vaise, par les quais de Saône rive gauche.

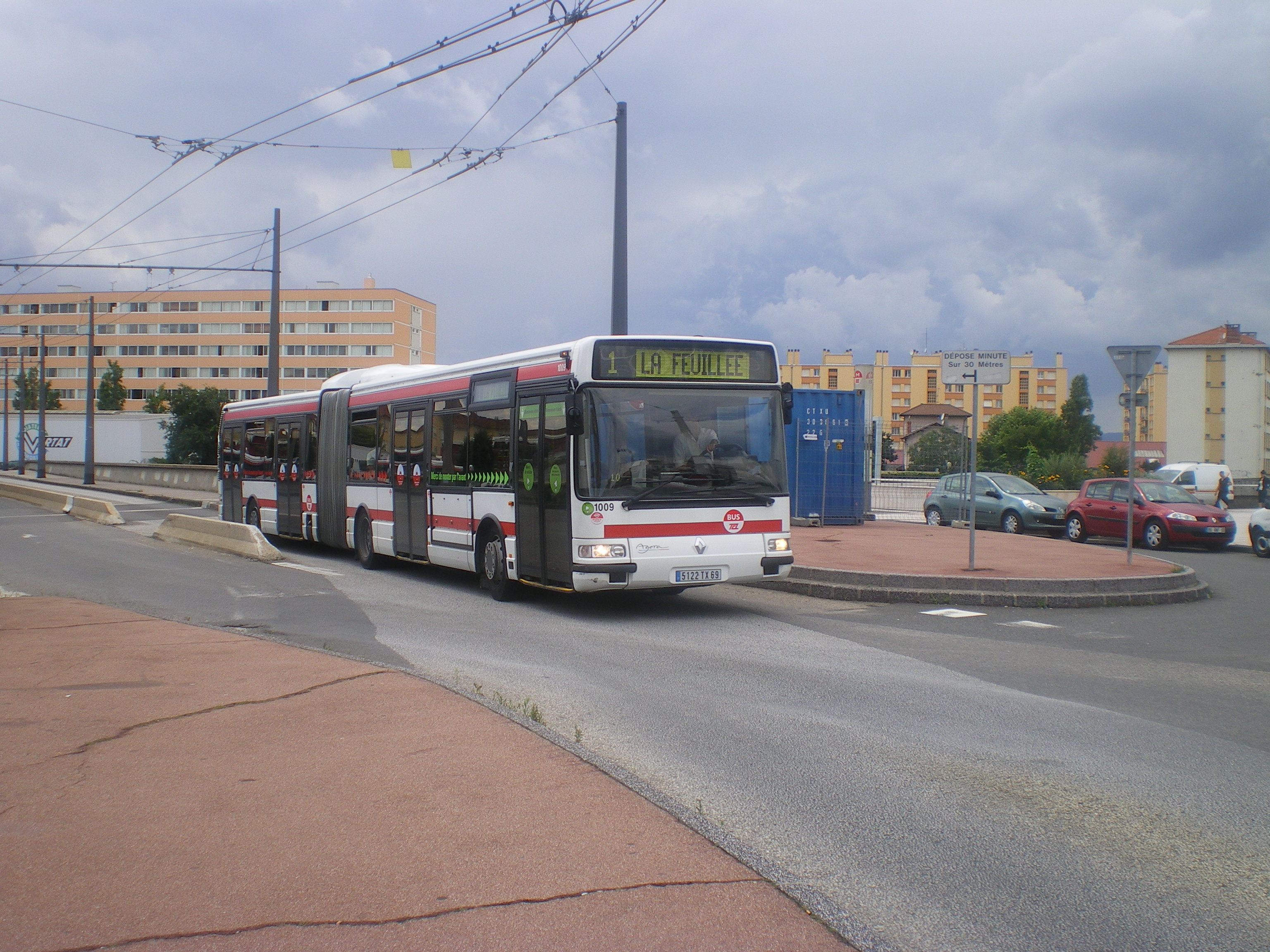
Irisbus Agora L circulant exceptionnellement sur la ligne 1, durant l'été 2007.

La ligne 3 ouvre en juillet 1881 entre la place des Cordeliers à Lyon et la place Grandclément à Villeurbanne, en suivant sur toute leur longueur le cours Lafayette et le cours Tolstoï. La ligne est électrifiée en 1898.
En 1888, la ligne 6 est prolongée des Terreaux à la place du Pont par les Cordeliers et le cours de la Liberté.
Mai 1900 voit la création d'une ligne 3bis reliant la gare Saint-Paul à la Mouche par l'avenue de Saxe et la rue de Gerland. Cette ligne est prolongée dès septembre 1900 à Gerland et en avril 1910, elle devient la ligne 18.
En janvier 1907, les lignes 3 et 6 sont fusionnées en une grande ligne transversale reliant la gare de Vaise à la place Grandclément. Une nouvelle ligne 6 est créé dans la foulée.
Alors qu'aucune modification majeure ne vient changer la physionomie de la ligne pendant plus de quarante ans, en avril 1953 une branche est ajoutée entre la place du Pont-Mouton et le quartier de Gorge de Loup.
À la même époque, en mai 1955, la tourmente de la suppression des tramways frappe la ligne, avec une conversion provisoire en bus, avant que la ligne soit équipée en janvier 1956 de trolleybus.

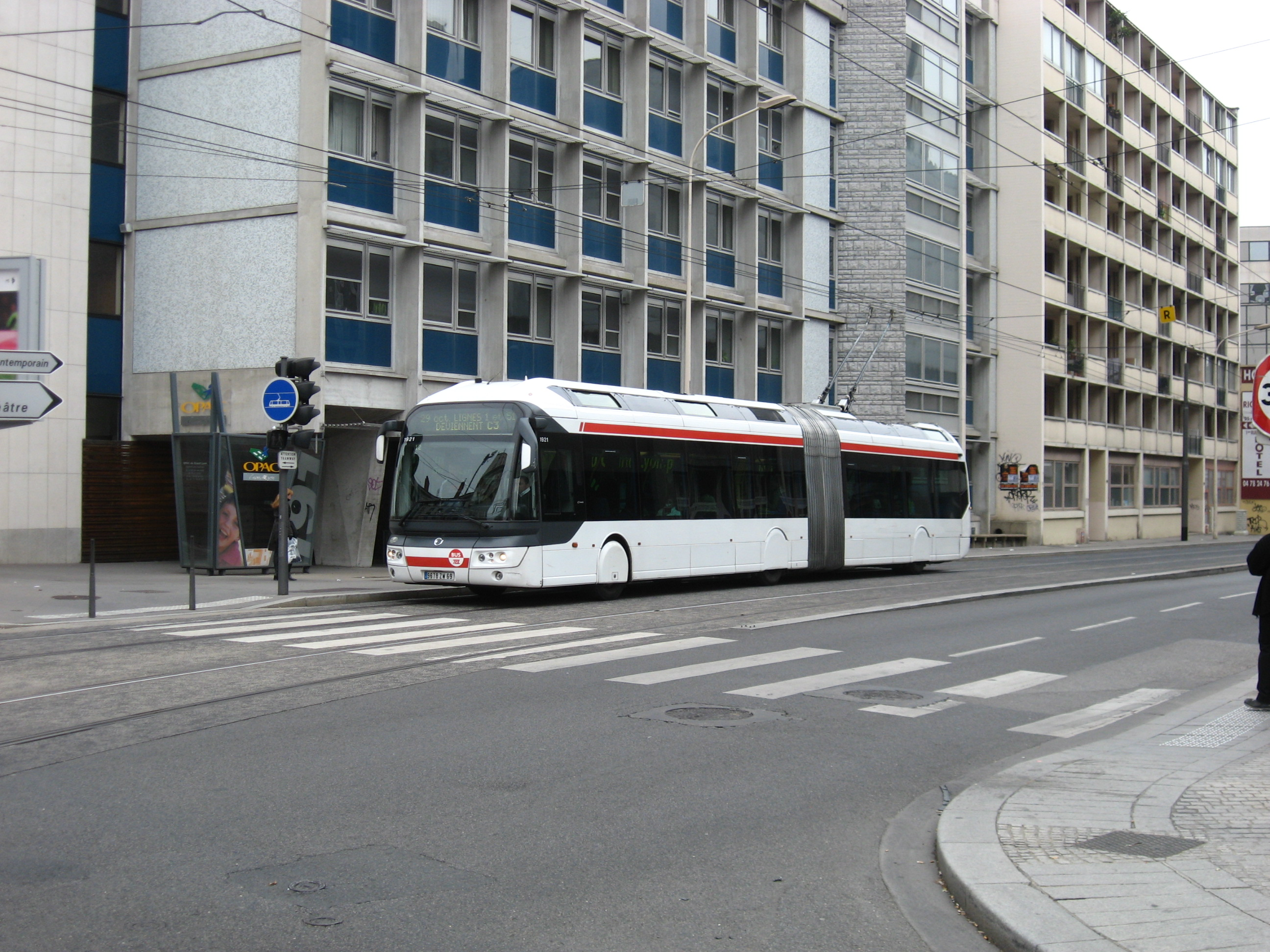
Un trolleybus Irisbus Cristalis sur la ligne C3 en 2008, avant l'application de la livrée lignes fortes Cristalis.

La nouvelle grande modification de la ligne intervient en janvier 1978 avec la mise en service de la ligne A du métro : la ligne est prolongée de la place Grandclément à Laurent Bonnevay - Astroballe. Par la même occasion, les deux branches Gorge de Loup et Gare de Vaise sont réparties, la première à la ligne 3, la deuxième à la ligne 2.
En septembre 1980, du fait du prolongement des lignes 19, 20, 21 et 22 à Hôtel de Ville, il est décidé de ne plus envoyer tous les services de la ligne 3 à Gorge de Loup ; un terminus partiel est créé à la place Sathonay. Ce terminus partiel est déplacé à la gare de Saint-Paul en octobre 1983.
La restructuration du réseau de bus liée à la mise en service de la ligne D du métro en septembre 1991 a un impact très lourd sur la ligne : elle est scindée en deux sections avec un tronc commun. La nouvelle ligne 1 reprend la section « historique » la plus chargée entre Saint-Paul et Bonnevay ; l'indice 3 est repris par une ligne Part-Dieu - Gorge de Loup.
La ligne reçoit en deux vagues (2002 et 2004) des Irisbus Cristalis ETB 18 afin de résoudre les problèmes endémiques de surcharge de la ligne.

### La ligne 51

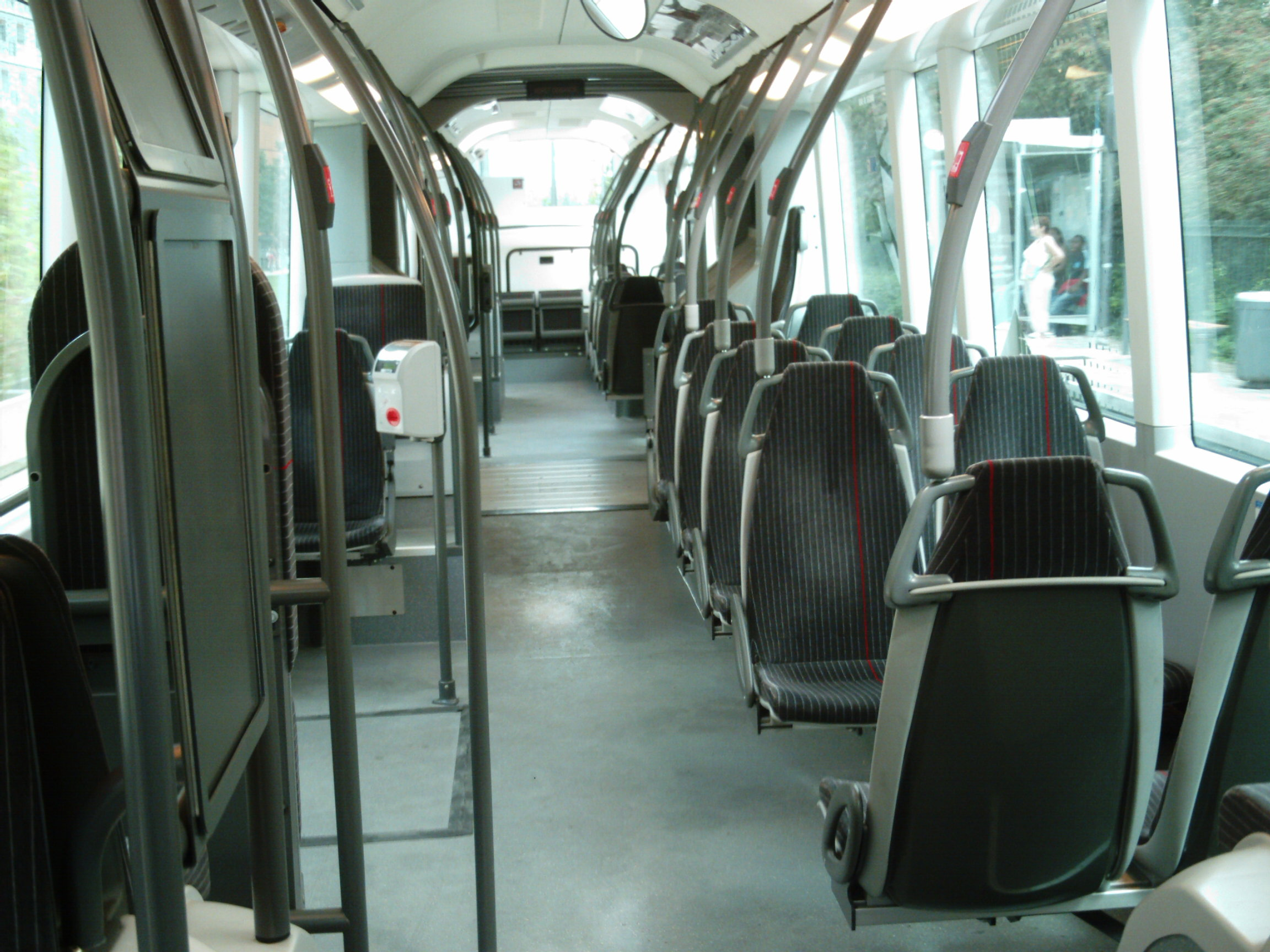
Intérieur d'un trolleybus articulé de la ligne C3.

En complément de la ligne 37 qui relie à l'époque la Croix-Luizet et Vaulx-Marcel Cachin, une nouvelle ligne est créée en décembre 1971 entre Cusset et La Grappinière, à Vaulx-en-Velin, sous le nom de « Navette 37 ». Dès l'année suivante, en août 1972, elle prend l'indice 51 et en mai 1973, elle est prolongée place Grandclément, à Villeurbanne.
En mai 1978, avec l'ouverture de la ligne A du métro, le réseau de bus est largement restructuré, les lignes sont rabattues sur les stations de métro. Suivant cette logique, la ligne 51 est raccourcie, avec un nouveau terminus au terminus Laurent Bonnevay - Astroballe du métro.
La ligne ne change alors plus d'itinéraire pendant presque 30 ans jusqu'à la fusion avec la ligne 1 sous l'indice C3.

### La fusion et la transformation en ligne Cristalis
Pendant de nombreuses années, la ligne 3, puis 1, très chargée, a fait l'objet d'études en vue d'augmenter sa capacité ; le PDU adopté le 14 octobre 1997 inscrit sous le numéro A3 la fusion des lignes 1 et 51 dans la liste des lignes fortes à équiper en transport en commun en site propre. Des études sont menées pour la transformer en tramway ; priorité est donnée aux axes A6 et A11, devenus respectivement lignes T1 et T2 de l'actuel tramway.
Les difficultés d'insertion dans la Presqu'Île entre les Cordeliers et Saint-Paul, puis surtout le désengagement financier de l'État en 2002, ont compromis le projet de tramway ; le Sytral a alors présenté le projet de lignes fortes « Cristalis », basé sur le concept de bus à haut niveau de service décliné en trolleybus. La ligne est équipée d'une favorisation de passage aux feux. Le 30 octobre 2007, la fusion des lignes 1 et 51 intervient, et donne naissance à la ligne C3.
Le 23 février 2015, l'arrêt Bât d'Argent est supprimé et les arrêts Terreaux et La Feuillée direction Vaulx-en-Velin sont remplacés par l'arrêt Terreaux - La Feuillée afin d'améliorer la vitesse commerciale de la ligne. Le 1er juin 2015, ces mêmes arrêts sont fusionnés dans l'autre sens sous le même nom,.

### La mise en site propre
Bien qu'étant désignée comme un BHNS, la ligne est longtemps critiquée pour ses problèmes de régularité chroniques, impliquant parfois de voir plusieurs véhicules se suivre en file indienne, liés à la circulation et au stationnement sauvage sur le cours Lafayette, et aggravés par la fréquentation très importante de la ligne.
En réponse à ces difficultés, le SYTRAL prévoit la réalisation d'un double site propre de 5,5 km entre le pont Lafayette à Lyon et le pôle multimodal Laurent Bonnevay à Villeurbanne, dans le cadre de son plan de mandat 2015-2020.
Le choix d'aménager un site propre sur le cours Lafayette a été critiqué par plusieurs élus dont ceux d'EÉLV préférant de leur côté la création d'une ligne de tramway, choix aussi porté par le collectif d'usagers en colère « C3ctrop », ou de l'élu d'opposition Michel Havard (LR) préférant quant à lui la solution d'une ligne de métro et dénonçant l'absence de solutions alternatives. La solution portée par les élus écologistes a été critiquée par Jean-Paul Bret, le maire de Villeurbanne, car « le projet de tramway coûterait entre 268 et 395 millions d’euros selon les tronçons, alors que l'aménagement du tracé du C3 reviendrait seulement à 55 millions » et que le « gain de temps de 14 minutes pour le tramway et 10 minutes pour l'aménagement en double site propre ». Le maire de Lyon Gérard Collomb a quant à lui critiqué la position de Michel Havard et explique que « ce qui a motivé [ce] choix, c'est l'aspect financier et la volonté de choisir le mode de transport le plus adapté ». 
L'enquête publique a eu lieu du 11 mai au 26 juin 2015 à la suite de quoi le commissaire enquêteur a rendu un avis favorable au projet, émettant toutefois des recommandations, comme une rencontre avec les riverains de la place Grandclément à Villeurbanne et les commerçants des cours Lafayette et Tolstoï.
Les premiers travaux commencent en février 2016 par l'abattage de 86 platanes le long du cours Lafayette jugés « difficiles d’entretien et [présentant] une gêne pour les riverains », qui sont remplacés par 216 nouveaux arbres à l'automne 2017. Les travaux de voirie ont ensuite commencé en mars 2016 par une phase de travaux de 800 mètres entre les carrefours Saxe-Lafayette et Moncey-Récamier consistant au désamiantage de la chaussée, ces travaux ayant duré jusqu'au mois de mai suivant,. Une autre phase importante du chantier est l'« opération Molière », consistant en la fermeture totale du cours Lafayette entre juillet et novembre 2016 sur la section la plus étroite du cours, entre le quai Sarrail et l’avenue de Saxe, après une phase préparatoire entamée fin mai et n’entraînant qu'une fermeture partielle de l'axe.
Les travaux d'aménagement du site propre nécessitent l'exploitation de la ligne en deux tronçons entre septembre 2015 et le 25 août 2019 : le tronçon Saint-Paul - Laurent Bonnevay est exploité en autobus thermiques articulés Irisbus Citelis 18 (les 1ère génération à 4 portes principalement, soit les plus anciens), tandis que le tronçon restant vers Vaulx-en-Velin conserve ses trolleybus.
Le 26 août 2019, le nouveau site propre est mis en service et la ligne est de nouveau exploitée en trolleybus. La ligne C3 dispose alors d'un parcours en double site propre ou en zone à trafic limité sur une majeure partie de son tracé. 
En complément du site propre, une diminution du nombre d'arrêts a permis d'augmenter la vitesse commerciale de la ligne : la section Pont Lafayette-Laurent Bonnevay compte désormais 13 arrêts, contre 19 avant les travaux.

### Depuis 2020
Les travaux de prolongement du tramway T6 et de la création du tramway T9 impactent la ligne, respectivement à Grandclément et à Vaulx-en-Velin. La ligne est coupée en deux à Laurent Bonnevay, avec une exploitation en autobus articulés là où les bifilaires sont inaccessibles à cause des travaux. C'est le cas notamment à Vaulx-en-Velin : les avenues Émile Zola et Maurice Thorez étant impraticables, la ligne C3 est déviée à partir du 16 octobre 2023 entre l'hôtel de ville et le Mas du Taureau, sur les avenues d'Orcha et Montmousseau, non-équipées de bifilaires. 
La ligne C3 va être renommée « TB11 » dés septembre 2025 sur sa section Laurent Bonnevay - Gare Saint-Paul. La partie restante conservera l'indice C3
Depuis le 21 juin 2025 et l'application de la zone à trafic limité en Presqu’île, l'itinéraire est modifié, la ligne ne passe plus par la rue de la République et la Place des Terreaux mais par le quai de la Pêcherie, le quai Saint-Antoine et la rue Grenette.

## Tracé et stations

### Tracé
La ligne C3 relie, depuis le 30 octobre 2011, la station Gare Saint-Paul à la station Vaulx - La Grappinière en traversant Lyon, Villeurbanne et Vaulx-en-Velin, en desservant trente-deux stations, pour une longueur totale de 12 km. Grâce à son tracé, la ligne C3 relie Vaulx-en-Velin à la gare de Lyon-Saint-Paul en une cinquantaine de minutes en offrant des correspondances avec la ligne de métro A aux stations Cordeliers, Laurent Bonnevay - Astroballe, et avec en plus la ligne C à la station Hôtel de Ville - Louis Pradel, de façon indirecte la ligne B et aux lignes de tramway T1, T3, T4 et Rhônexpress à la station Gare Part-Dieu - Vivier Merle ainsi que la ligne T4 et la ligne T1 à la station Thiers-Lafayette.

### Itinéraire

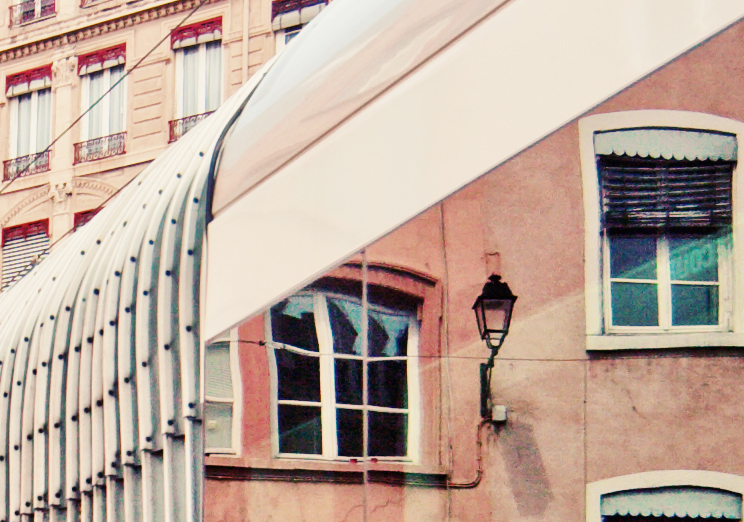
Reflections du quartier Saint-Paul, Rue Octavio-Mey.

La ligne part devant la gare de Lyon-Saint-Paul, traverse la Saône via le pont la Feuillée, en prenant à droite sur le quai de la Pêcherie qui devient Quai Saint-Antoine, puis emprunte la rue Grenette jusqu'aux Cordeliers puis se dirige vers l'est pour emprunter le pont Lafayette au-dessus du Rhône puis le cours Lafayette en totalité, et le cours Tolstoï à Villeurbanne toujours en totalité. Après la place Grandclément elle emprunte la rue Léon Blum, tourne au nord vers le pôle d'échanges et la station de métro Laurent Bonnevay - Astroballe en passant au-dessus du Boulevard périphérique de Lyon. 
Ensuite la ligne remonte vers le pont de Cusset  pour franchir le canal de Jonage, suit l'avenue Gabriel Péri et la rue Cuzin, tourne vers le nord-ouest devant l'Hôtel de ville sur la rue Émile Zola et l'avenue Maurice Thorez jusqu'au quartier du Mas du Taureau; la ligne passe place Guy Môquet, emprunte la rue Louis Michoy et tourne à l'Est Avenue du 8 mai 1945, puis emprunte la boucle terminale de la ligne via l'Avenue Jean Moulin, où se trouve l'arrêt La Grappinière, puis les rues du 8 mai 1945 et Général Charles Delestraint.

### Liste des stations
|  |   |  | Stations                        | Communes desservies | Correspondances |
|  | - |  | ------------------------------- | ------------------- | --- |
|  | ■ |  | Gare Saint-Paul                 | Lyon 5e             | Gare de Lyon-Saint-Paul (Tram-train de l'Ouest lyonnais), Correspondances à Saint-Paul : ,                                                                        |
|  | • |  | La Feuillée                     | Lyon 1er            | , |
|  | • |  | Terrasses Presqu'Île            | Lyon 1er            | , Navi1 |
|  | • |  | Cordeliers                      | Lyon 2e             | , 59 A32 A71 |
|  | • |  | Saxe-Lafayette                  | Lyon 3e/Lyon 6e     | , |
|  | • |  | Halles Paul Bocuse              | Lyon 3e/Lyon 6e     | , |
|  | • |  | Part-Dieu - Jules Favre         | Lyon 3e/Lyon 6e     | , Correspondances à Gare Part-Dieu - Vivier Merle : , TGV, TER Auvergne-Rhône-Alpes Correspondances à Gare Part-Dieu - Villette : , TGV, TER Auvergne-Rhône-Alpes |
|  | • |  | Thiers - Lafayette              | Lyon 3e/Lyon 6e     | Correspondances à Gare Part-Dieu - Villette : , TGV, TER Auvergne-Rhône-Alpes                                                                                     |
|  | • |  | Charmettes                      | Lyon 3e/Lyon 6e     | Bus en mode C · Ligne C16 · Ligne C23 · Bus TCL · Ligne 27 |
|  | • |  | Institut d'Art Contemporain     | Villeurbanne        | Bus en mode C · Ligne C23 · Bus TCL · Ligne 27 |
|  | • |  | Verlaine                        | Villeurbanne        | Bus en mode C · Ligne C23 · Bus TCL · Ligne 69 |
|  | • |  | Blanqui - Le Rize               | Villeurbanne        | Bus en mode C · Ligne C23 |
|  | • |  | Grandclément                    | Villeurbanne        | Bus en mode C · Ligne C11 · Ligne C23 · Ligne C26 |
|  | • |  | Bernaix                         | Villeurbanne        | Bus en mode C · Ligne C11 |
|  | • |  | Cyprian - Léon Blum             | Villeurbanne        | Bus en mode C · Ligne C11 |
|  | • |  | Bon Coin - Médipôle             | Villeurbanne        | Bus en mode C · Ligne C11 · Ligne C17 |
|  | • |  | Laurent Bonnevay - Astroballe   | Villeurbanne        | , N83 |
|  | • |  | Pont des Planches               | Vaulx-en-Velin      | , N83 |
|  | • |  | Lefèvre                         | Vaulx-en-Velin      | , N83 |
|  | • |  | Cuzin - Stalingrad              | Vaulx-en-Velin      | Bus en mode C · Ligne C8 |
|  | • |  | Cuzin - Picasso                 | Vaulx-en-Velin      | |
|  | • |  | Vaulx - Picasso                 | Vaulx-en-Velin      | , N83 |
|  | • |  | Lesire                          | Vaulx-en-Velin      | |
|  | • |  | Mas du Taureau                  | Vaulx-en-Velin      | Bus TCL · Ligne 7 · Ligne 37 |
|  | • |  | Vaulx - Les Grôlières           | Vaulx-en-Velin      | Bus TCL · Ligne 7 · Ligne 37 |
|  | ■ |  | Vaulx-en-Velin - La Grappinière | Vaulx-en-Velin      | Bus TCL · Ligne 7 · Ligne 37 · Ligne 52 |

## Exploitation

### Présentation
La ligne C3 est exploitée par Keolis Bus Lyon, délégataire du réseau TCL. Elle fonctionne entre 4 h 45 (5 h 56 les dimanches et jours de fête) et 1 h 13, tous les jours sur la totalité du parcours

### Temps de parcours et fréquences
Les trolleybus relient Gare Saint-Paul à Vaulx-en-Velin - La Grappinière en une quarantaine de minutes. Il y a, en semaine, un bus toutes les cinq à six minutes, le samedi un bus toutes les six à dix minutes, les dimanches et fêtes un bus toutes les dix minutes. Grâce à la circulation de trolleybus articulés, à une fréquence de passage élevée et aux aménagements de voirie (site propre et priorité aux feux), la ligne peut transporter jusqu'à 60 000 voyageurs par jour.

### Le matériel roulant

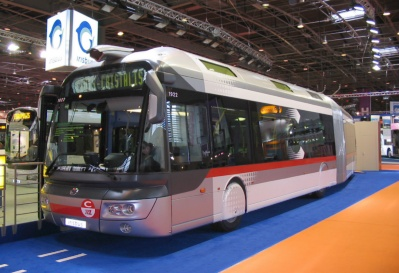
Irisbus Cristalis ETB 18.

Lors de sa mise en service, la ligne est équipée de vingt-sept trolleybus articulés Irisbus Cristalis ETB 18 (nos 1901 à 1927) qui se distinguent des Cristalis ETB 12 par une décoration spécifique et propre aux lignes C1 à C3. De plus, ils disposent de 100 places et sont équipés de plancher bas pour faciliter l'accès des personnes à mobilité réduite et des utilisateurs de fauteuil roulant. Ils sont équipés du système d'information Visulys embarqué, et du système i-TCL. Ils disposent également du libre accès par les 4 portes, comme les lignes C1, C2, C11 et C13.
Ces trolleybus furent livrés entre 2002 et 2004 sur l'ancienne ligne 1, ils furent redécorés en livrée « C » à la mise en service de la ligne C3.
Aujourd'hui, la ligne est gérée par l'Unité de Transport La Soie (UTS). C'est là que sont remisés et entretenus les véhicules de la ligne ainsi que ceux d'autres lignes de bus et de trolleybus. Lors des travaux d'aménagement du site propre entre 2015 et 2019, une partie de la ligne est équipée d'autobus Irisbus Citelis 18 et une partie des trolleybus est utilisée sur d'autres lignes,. Lors de travaux ou pendant l'été, la ligne est exploitée avec des Citelis 18 et des MAN Lion's City 18G.
En vue du renouvellement du matériel roulant à l'horizon 2020, le SYTRAL a envisagé d'acheter pour les lignes C2 et C3 des trolleybus bi-articulés de 24 mètres de long et a ainsi procédé entre le 30 mai et le 3 juin 2016 au test d'un Hess lighTram de 4e génération à face avant « arrondie » prêté par le réseau de la ville suisse de Lucerne sur le tracé des deux lignes concernées. Les tests, ayant entre autres pour objectif de tester l'insertion d'un tel véhicules dans les rues lyonnaises, serait satisfaisants.

### Sites propre et voies réservées
La ligne circule à 70 % sur des voies en site propre stricto sensu (7,5 km). Les aménagements de la ligne se décomposent de la façon suivante :
- entre l'arrêt Gare St Paul et l'arrêt Terreaux La Feuillée : site banalisé et voies bus (0,5 km) ;
- de Terreaux La Feuillée à l'ouest du pont Lafayette : zone à trafic limité (1 km) ;
- du pont Lafayette au pôle d'échange Laurent Bonnevay : double site propre axial (6 km) ;
- de Laurent Bonnevay à l'arrêt Lefèvre : site banalisé et voies bus (1 km) ;
- de Lefèvre à Grand Vire : double site propre central (1,5 km) ;
- de Grand Vire à La Grappinière : site banalisé (1,5 km).

### La priorité des bus aux carrefours à feux
Un système de priorité pour les bus aux carrefours à feux équipe la totalité des carrefours du tracé.
Les trolleybus sont détectés à distance grâce à des balises embarquées communicant par messages envoyés par ondes radio à certains contrôleurs de feux tricolores qui les reçoivent à l'aide d'une petite antenne.

### Tarification et financement

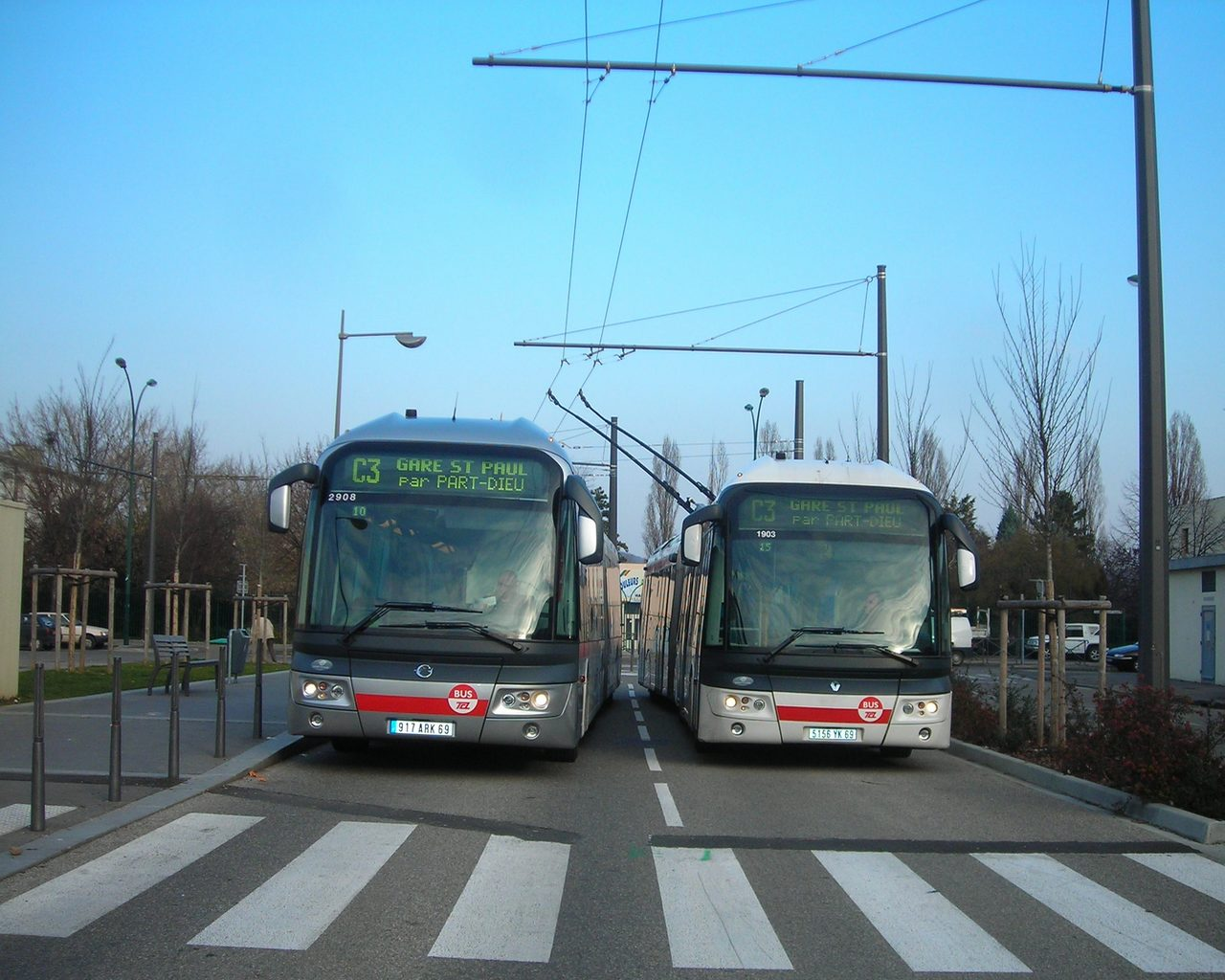
Deux Irisbus Cristalis : celui de gauche est équipé de la livrée « C ». Celui de droite, en livrée Bus.

La tarification est identique sur l'ensemble du réseau TCL, et est accessible avec l'ensemble des tickets et abonnements existants. Un ticket unité permet un trajet simple quelle que soit la distance, avec une ou plusieurs correspondances possibles avec les autres lignes de bus, tramway, funiculaire et de métro pendant une durée maximale de 1 h entre la première et dernière validation.
Un ticket validé dans un trolleybus permet d'emprunter l'ensemble du réseau, quel que soit le mode de transport. Le trajet retour est autorisé avec le même ticket depuis le 1er janvier 2013 dans la limite d'une heure après sa première validation.
Le financement du fonctionnement des lignes (entretien, matériel et charges de personnel) est assuré par l'exploitant Keolis Lyon. Cependant, les tarifs des billets et abonnements dont le montant est limité par décision politique ne couvrent pas les frais réels de transport. Le manque à gagner est compensé par l'autorité organisatrice, SYTRAL Mobilités. Il définit les conditions générales d'exploitation ainsi que la durée et la fréquence des services.

### Incendie
Le véhicule numéroté 1913 a été victime d'un incendie le 31 août 2016 à Villeurbanne.

## Tourisme

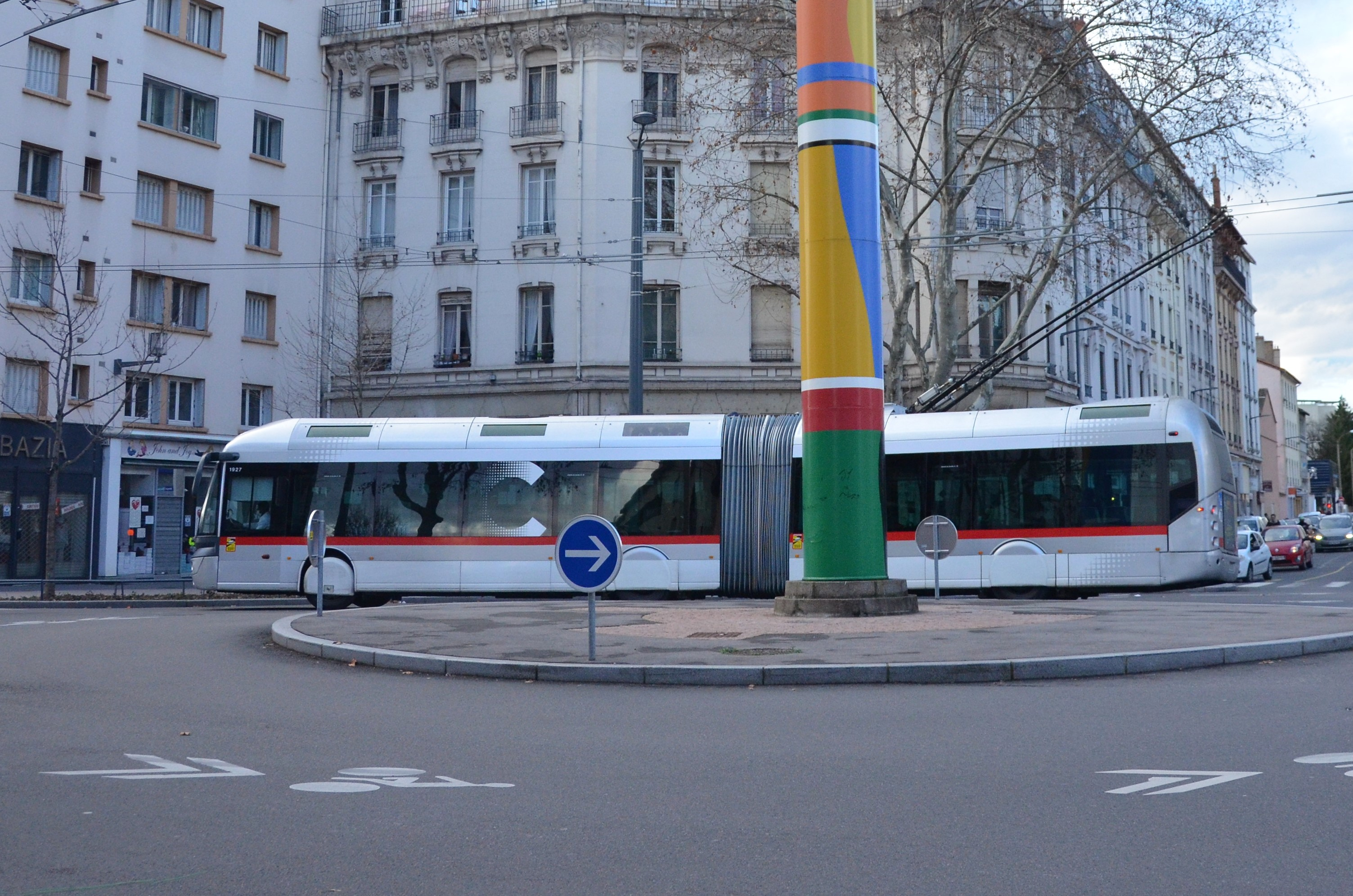
La ligne C3 au niveau du Totem, œuvre d'art située à proximité de l'Institut d'art contemporain de Villeurbanne.

La ligne C3 dessert plusieurs lieux d'attraction :
- le Vieux Lyon ;
- le Centre Scolaire aux Lazaristes ;
- l'Externat Sainte-Marie de Lyon ;
- les Musées Gadagne de Lyon ;
- le Lycée La Martinière Diderot ;
- le Musée des beaux-arts de Lyon ;
- l'Opéra de Lyon ;
- l'Hôtel de ville de Lyon ;
- La Place des Terreaux ;
- le Collège-Lycée Ampère-Bourse de Lyon ;
- la Chambre de commerce et d'industrie de Lyon ;
- le Musée de l'imprimerie de Lyon ;
- le Théâtre Tête d'or ;
- les Halles de Lyon-Paul Bocuse ;
- le Centre commercial régional de La Part-Dieu ;
- la Patinoire Baraban de Lyon ;
- l'École nationale de Musique de Villeurbanne ;
- l'Institut d'art contemporain de Villeurbanne ;
- le Centre mémoire et sociétés de Villeurbanne ;
- la Piscine Étienne Gagnaire de Villeurbanne ;
- l'Astroballe ;
- le Stade Georges-Lyvet de Vaulx-en-Velin ;
- le Marché aux Puces de Vaulx-en-Velin ;
- l'École nationale des travaux publics de l'État ;
- le Planétarium de Vaulx-en-Velin ;
- le Centre culturel communal Charlie-Chaplin de Vaulx-en-Velin.